# Недошивін Веніамін Георгійович
Веніамін Георгійович Недошивін (1917—1988) — командир роти автоматників 92-го стрілецького полку 201-ї стрілецької дивізії 42-ї армії Ленінградського фронту, гвардії лейтенант. Герой Радянського Союзу (1944).

## Біографія
Народився 5 жовтня 1917 року в селі Єрмолаєво Оренбурзької губернії (нині село в Куюргазинському районі Республіки Башкортостан) у родині робітника. Росіянин. Закінчив у рідному районі Єрмолаєвський сільськогосподарський технікум. Один рік працював зоотехніком.
У 1938 році Куюргазинським райвійськкоматом Башкирської АРСР призваний на службу в прикордонні війська Північно-Західного прикордонного округу. В період з 1938 по 1943 рік був командиром відділення, взводу військ НКВС Ленінградського фронту. Саме тут він отримав бойове хрещення. У 1938—1942 роках служив у 13-му мотострілецькому полку військ НКВС СРСР. Учасник радянсько-фінської війни 1939—1940 років. Брав участь у німецько-радянській війні з перших годин після її початку. В перші години війни в ніч 22 червня 1941 року, був двічі поранений. Але тільки до підходу підкріплення дозволив перев'язати себе. Після смерті командира прикордонної застави, в ході перших кровопролитних боїв, взяв на себе командування заставою.
В 1942 році закінчив курси молодших лейтенантів. З того ж року-член ВКП(б)/КПРС.

## Подвиг
З нагородного листа: «Командир роти автоматників 92-го стрілецького полку (201-а стрілецька дивізія, 42-а армія, Ленінградський фронт) лейтенант Веніамін Недошивін у бою 25 січня 1944 року одним з перших разом з бійцями форсував вбрід річку Іжора і раптовою атакою у взаємодії з іншими підрозділами вибив ворога з села Руссолово Гатчинського району Ленінградської області. Було знищено до двох взводів супротивника, захоплено три знаряддя з тягачами і шість автомашин з боєприпасами.
27 січня 1944 року на підступах до міста Гатчина лейтенант Недошивін В. Г. на чолі взводу увірвався в село Пижма, але опинився в оточенні. Зайнявши кругову оборону, надихаючи бійців на перемогу, двічі поранений офіцер залишався в строю і стійко відбивав атаки противника до підходу підкріплення».
Указом Президії Верховної Ради СРСР від 5 жовтня 1944 року за зразкове виконання бойових завдань командування і проявлені при цьому геройство і мужність лейтенанту Недошивину Веніаміну Георгійовичу присвоєно звання Героя Радянського Союзу з врученням ордена Леніна і медалі «Золота Зірка» (№ 4503).
Указ Президії Верховної Ради від 17 листопада 1944 року: «…В боях виявив особисту хоробрість і мужність, показав себе справжнім патріотом Батьківщини, майстерно володіє своєю справою. З початку Великої Вітчизняної війни він 11 разів був поранений, отримавши при цьому 42 рани».
З 1944 року — в запасі через поранення.
У цьому ж році В. Недошивін з досвідом оперативно-розвідувальної роботи став слухачем Вищої школи НКДБ СРСР. З цього часу в органах Комітету державної безпеки (КДБ) і Міністерства внутрішніх справ (МВС).
Після успішного закінчення навчального закладу в липні 1945 року направлений в якості оперуповноваженого в УНКДБ Львівської області УРСР. За два роки став заступником начальника відділення.
У 1947 році його відрядили в розпорядження Управління Міністерства державної безпеки Башкирської АРСР. Очолив Макарівське районне відділення МГБ у селі Петровське Макарівського району Башкирської АРСР (нині — Ішимбайський район Республіки Башкортостан). Пропрацювавши два роки, знову отримав підвищення по службі, ставши начальником Стерлітамакського районного відділення МДБ.
У 1961 році закінчив вищу школу МВС СРСР. З 1963 року підполковник внутрішньої служби В. Недошивін — у відставці. Жив у столиці Таджикистану — місті Душанбе, де помер 25 січня 1988 року на 71-му році життя.

## Нагороди
- Медаль «Золота Зірка» Героя Радянського Союзу (05.10.1944).
- Орден Леніна (05.10.1944).
- Орден Червоного Прапора (16.02.1944).
- Орден Вітчизняної війни 1-го ступеня (06.04.1985).
- Медаль «За відвагу» (05.08.1942).
- Медаль «За оборону Ленінграда»(1943).
- Медалі.